# Sasse (Fluss)
Die Sasse (im Oberlauf: Ravin de la Piche) ist ein Gebirgsfluss in Frankreich, der im Département Alpes-de-Haute-Provence in der Region Provence-Alpes-Côte d’Azur verläuft. Sie entspringt in den Provenzalischen Alpen, an der Nordflanke des Tête Grosse (2032 m), im Gemeindegebiet von Selonnet, nahe der Ski-Station Chabanon, entwässert generell in südwestlicher Richtung und mündet nach rund 39 Kilometern im Gemeindegebiet von Valernes als linker Nebenfluss in die Durance.

## Orte am Fluss
- Bayons
- Clamensane
- Nibles
- Châteaufort
- Valernes